# Оперативно-розшукова компаративістика
Операти́вно-розшуко́ва компаративі́стика — частина порівняльного правознавства та оперативно-розшукової діяльності, яка містить у собі знання про оперативно-розшукові системи різних країн, їх розвиток та ступінь світової поширеності.

## Історія
Порівняльні дослідження оперативно-розшукової діяльності українськими вченими здійснюються вже достатньо тривалий час. За часів СРСР такі пошуки носили здебільшого закритий характер. На сьогодні цей напрям досліджень все більш активно впроваджується в науку оперативно-розшукової діяльності. Вперше саме поняття «оперативно-розшукова компаративістика» було докладно висвітлено на конференції «Сучасні проблеми правового, економічного та соціального розвитку держави», яка проходила у Харкові 22 листопада 2013 року. Після цього сутність та зміст цього напряму оперативно-розшукової діяльності було докладно опрацьовано науковим колективом під головуванням професора О. М. Бандурки в однойменній монографії. З українською дефініцією «оперативно-розшукова компаративістика» міцно корелюється англомовне поняття «undercover policing» (негласна поліцейська діяльність). Найбільш відомими зарубіжними вченими у сфері останньої є Гарі Маркс (Gary T. Marx) та Жаклін Росс (Jacqueline E. Ross).

## Мета
Головною метою оперативно-розшукової компаративістики є гармонізація національного оперативно-розшукового законодавства у відповідності до ефективних правових приписів, виплеканих досвідом інших країн, із запровадженням яких відбулося зростання позитивного тренду у попередженні та розкритті злочинів. Крім того, ці знання сприяють кращому розумінню існуючих та виробленню нових шляхів для покращення міжнародної взаємодії у протидії злочинності, налагодженню діалогу між суб'єктами різних правових культур щодо такої діяльності.
Оперативно-розшукова компаративістика має міцний міжгалузевий зв'язок не лише з порівняльним правознавством та оперативно-розшуковою діяльністю, але і з кримінальним процесом, криміналістикою, національною безпекою. Така ситуація обумовлюється тим, що системи оперативно-розшукової діяльності різних країн не мають чітких загальних меж, які б відділяли їх від вирішення завдань криміналістики, кримінального процесу тощо. Якщо в одній країні певний захід здійснюється в рамках досудового розслідування, то в іншій може проводитись під час оперативно-розшукової діяльності або взагалі бути відсутнім.